# Drassodes gujaratensis
Drassodes gujaratensis är en spindelart som beskrevs av Patel 1975. Drassodes gujaratensis ingår i släktet Drassodes och familjen plattbuksspindlar. Inga underarter finns listade i Catalogue of Life.